# Конти (гміна Влощова)
Конти (пол. Kąty) — село в Польщі, у гміні Влощова Влощовського повіту Свентокшиського воєводства.
Населення — 200 осіб (2011).
У 1975-1998 роках село належало до Келецького воєводства.

## Демографія
Демографічна структура на день 31 березня 2011 року:
|          | Загалом | Допрацездатний вік | Працездатний вік | Постпрацездатний вік |
| -------- | ------- | ------------------ | ---------------- | -------------------- |
| Чоловіки | 111     | 29                 | 71               | 11                   |
| Жінки    | 89      | 7                  | 58               | 24                   |
| Разом    | 200     | 36                 | 129              | 35                   |